# Município de Vevčani
Vevčani (em macedônio/macedónio:  Вевчаниⓘ) é um município situado no oeste da Macedônia do Norte. Vevčani é também o nome da sede homônima municipal e o único povoado do lugar. O município pertence à Região do Sudoeste do país.

## Geografia
O município faz fronteira com o de Struga ao norte e leste, ao sul e oeste com a Albânia.

## Demografia
De acordo com o último censo nacional macedônio realizado em 2002, o município tinha 2.433 habitantes.  Grupos étnicos incluem:
- Macedônios = 2,419 (99.4%)
- outros = 14 (0.6%)